# Save the Children International
Save the Children International er en international paraplyorganisation, som arbejder for børns vilkår.  Blandt andre er Red Barnet medlem af Save the Children International.